# 신준철
신준철(1980년 ~ )은 대한민국의 배우이다.

## 학력
- 쉐프킨 연극대학교 학사

## 출연

### 방송

#### 드라마
- 2014년 tvN 《갑동이》 - 법원 직원 역
- 2017년 넷플릭스 《마이 온리 러브송》 (웹 드라마)
- 2018년 tvN 《미스터 션샤인》
- 2019년 SBS 《해치》
- 2019년 Seezn 《연남동 패밀리》 (웹 드라마)
- 2019년 tvN 《사랑의 불시착》
- 2020년 MBC 《나쁜 사랑》
- 2020년 채널A 《터치》 - 김 기자 역
- 2020년 tvN 《악의 꽃》 -우한수피디 역
- 2020년 MBC 《내가 가장 예뻤을 때》
- 2020년 KBS 2TV 《오! 삼광빌라!》 - 푸드트럭 사장 역
- 2020년 JTBC 《18 어게인》
- 2020년 유튜브 《낭만 해커》 (웹 드라마)
- 2020년 풀무원 《프로젝트 얄피》 (웹 드라마)
- 2021년 KBS 2TV 《신사와 아가씨》- 홍춘식 역
- 2021년~2022년 SBS 《너의 밤이 되어줄게》- 정신건강의학과 의사 역
- 2022년 채널A  《쇼윈도 : 여왕의 집》- 조선족 브로커 역
- 2022년 KBS 2TV  《크레이지러브》- 인터뷰기자 역
- 2022년 KBS 2 TV 《드라마스페셜 양들의침묵》- 체육교사 역
- 2023년 MBC 《연인》- 신익성 역
- 2024년 TVN 《세작,매혹된자들》- 입신회양반 역
- 2024년 MBN 《세자가사라졌다》- 부제학 이국주 역
- 2024년 KBS 2TV 《스캔들》- 표원표 역

### 영화
- 2013년 《은밀하게 위대하게》
- 2013년 《줌 피시 월드》 - 중고나라 손님 1 역
- 2013년 《쌈마이》 (독립 영화)
- 2016년 《Eyes Wide Open》
- 2019년 《카페에서 2》 (단편 영화)
- 2019년 《미니멈 프로젝트》
- 2020년 《킬 미 나우》 (독립 영화)
- 2020년 《마지막 휴가》 (독립 영화) - 술집 주인 역
- 2021년 《트웬티 해커》 - 경비 역
- 2021년 《색다른 그녀》 - 동 차장 역
- 2024년 《씬》 - 신열 역

### 공연

#### 연극
- 2010년 《그 남자 그 여자》 - 영훈 역
- 2011년 《오셀로》 - 로더리고 역
- 2011년 《충주시대》
- 2011년 《햄릿 프로젝트》
- 2012년 《큰 아들》 - 꾸지모프 역
- 2012년 《금지가요왜사》 - 조 중위 역
- 2012년 《찍힌 놈들》 - 멀티맨 역
- 2013년 《국화꽃 향기》 - 멀티 역
- 2013년 《덫》
- 2013년 《좋은 녀석들》
- 2015년 《바냐 삼촌》 - 세레브랴꼬프 역
- 2015년 《쉘 위 키스》 - 남 역
- 2016년 《세 자매》 - 베르쉬닌 역
- 2018년 《백치》 - 레베제프 역
- 2019년 《죄와 벌》
- 2019년 《거북이, 혹은...》
- 2019년 《유령》

#### 뮤지컬
- 2000년 《과거를 묻지 마세요》
- 2014년 《국화꽃 향기》 - 멀티 역
- 2015년 《마이 맘》 - 멀티남 역
- 2020년 《더 스테이지》 - 멀티맨 역
- 2020년 《상하이의 불꽃》

### 뮤직비디오
- 2017년 황치열 - 〈매일 듣는 노래〉

### 광고
- 2017년 한국교통안전공단

## 수상
- 2019년 대한민국 연극대상 베스트 작품상 (거북이, 혹은...)